# Пјан Камуно
Пјан Камуно (итал. Pian Camuno) је насеље у Италији у округу Бреша, региону Ломбардија.
Према процени из 2011. у насељу је живело 3541 становника. Насеље се налази на надморској висини од 199 м.

## Становништво
Према резултатима пописа становништва 2011. у општини је живело 1.921 становника.
| 1951. | 1961. | 1971. | 1981. | 1991. | 2001. | 2011. |
| ----- | ----- | ----- | ----- | ----- | ----- | ----- |
| 2.590 | 2.580 | 2.938 | 3.318 | 3.538 | 3.771 | 1.921 |